# Ceiba (genre)
Pour les articles homonymes, voir Ceiba.
Genre
Classification phylogénétique

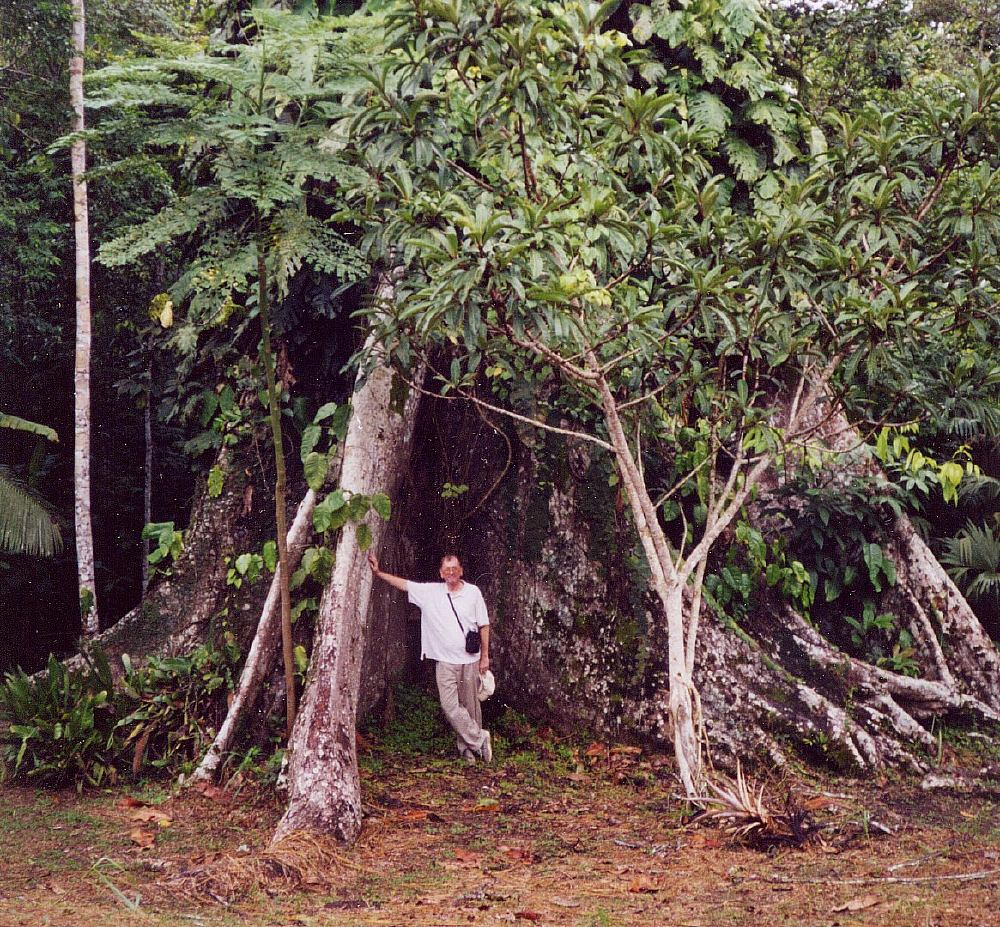
Contrefort d'un ceiba, au Pérou.

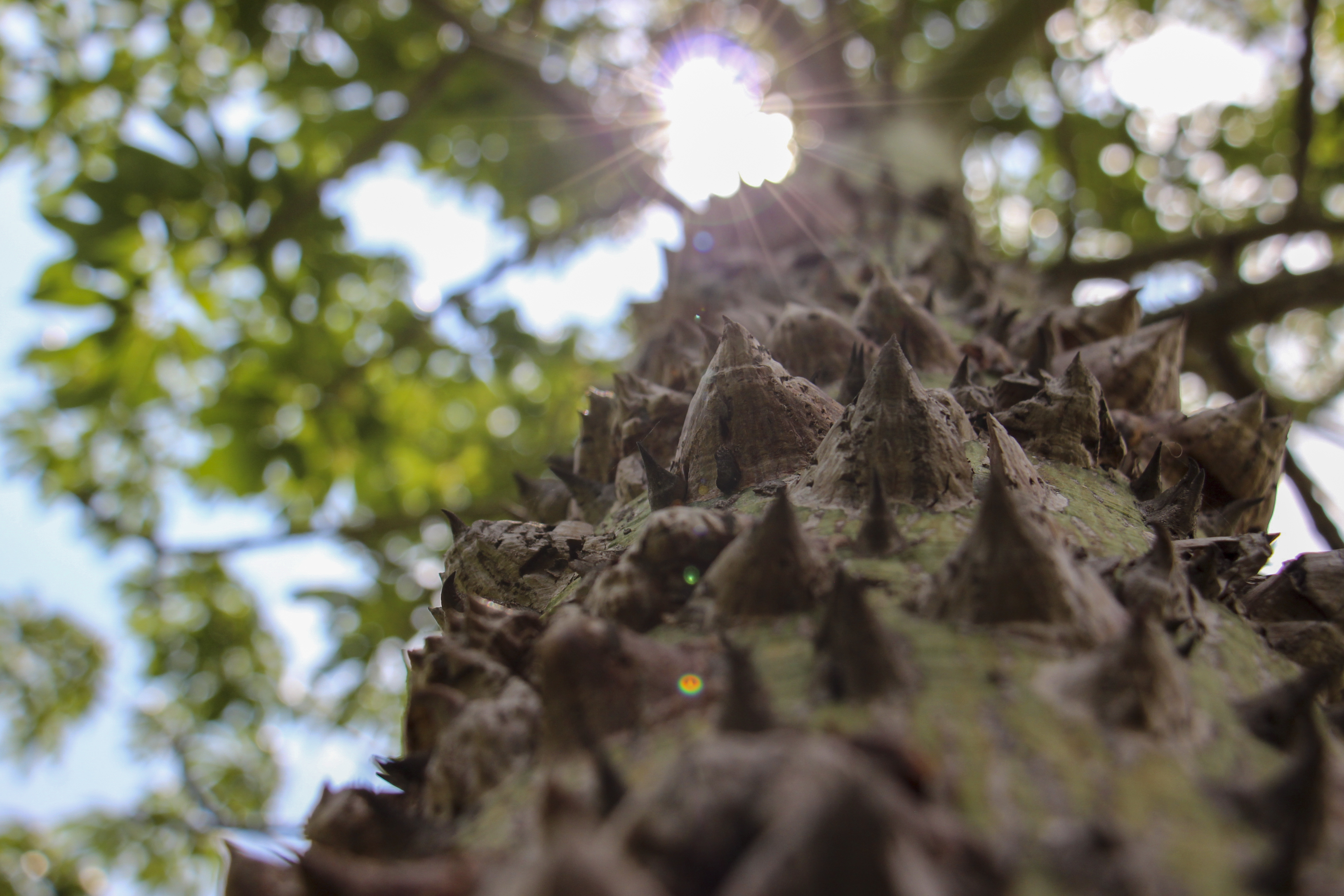
Ceiba de Oaxaca, au Mexique.

Ceiba est un genre de plantes à fleurs de la famille des Bombacaceae, selon la classification classique, ou de celle des Malvaceae, selon la classification phylogénétique. Ce genre compte une dizaine d'espèces d'arbres des régions tropicales d'Afrique et d'Amérique. Certaines d'entre elles sont appelées « fromagers ».
En Afrique, c'est souvent un grand fromager qui, dans les villages, est élu comme « arbre à palabres ». Ces arbres devraient leur nom au fait que leur bois blanc et très tendre serait aussi facile à couper que du fromage et qu'il était utilisé dans la fabrication de boîtes pour les fromages. Il est plus vraisemblable que le nom vienne de ses fruits assez gros recouvert du duvet kapok.
Ceiba pentandra (kapokier ou bois coton) est l'arbre national du Guatemala.

## Description

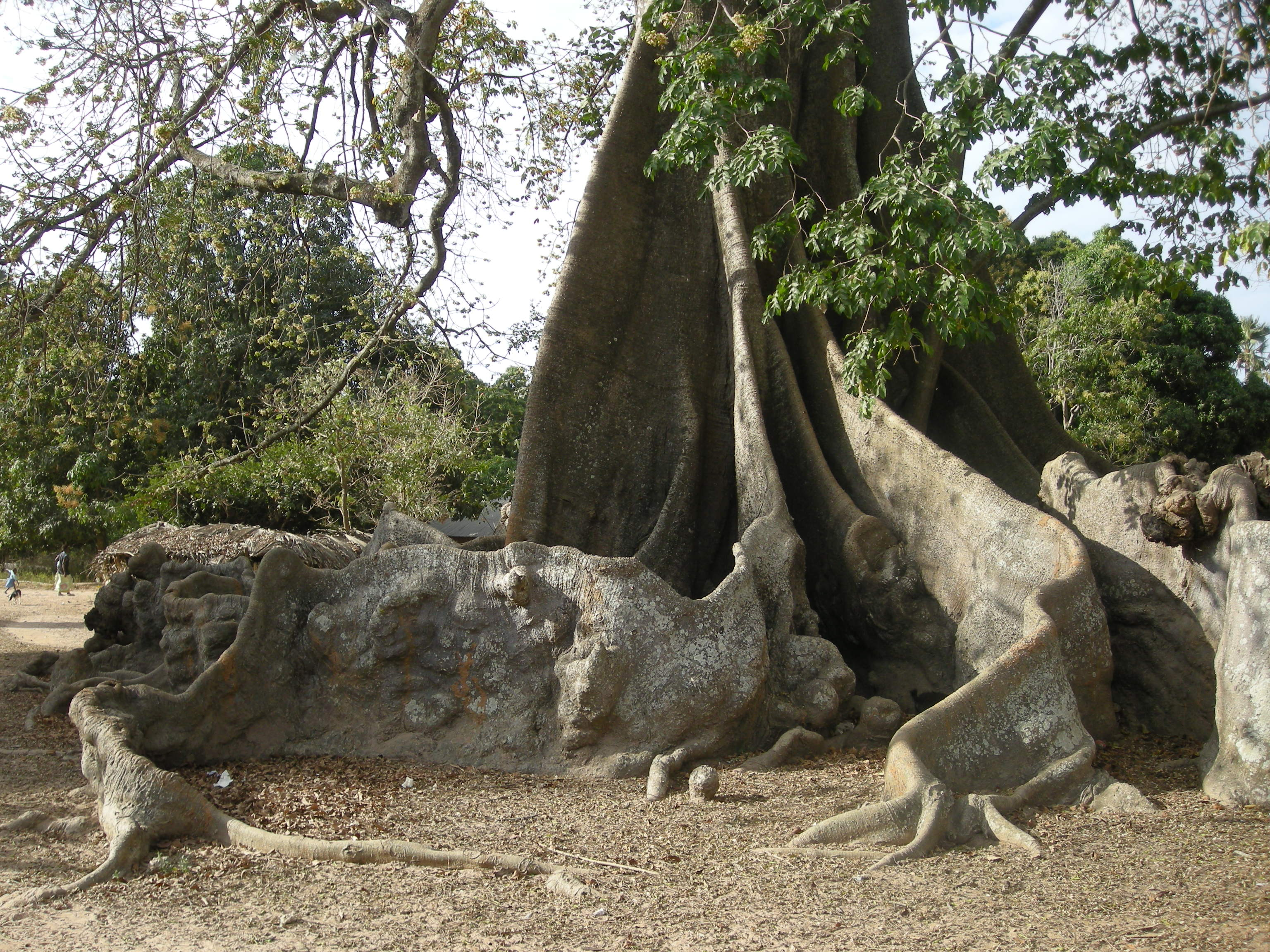
Contreforts ailés d'un fromager à Mlomp, en Casamance.

Ce sont de grands arbres pouvant atteindre une hauteur de 70 m, ce qui les fait émerger au-dessus des forêts tropicales. Leur tronc épais est généralement pourvu d'ailes, parfois très développées, qui font office de contreforts. L'écorce est grise et lisse. Le houppier est arrondi en forme de parapluie et procure une ombre recherchée. Les jeunes branches sont munies d'épines. 
Les feuilles, alternes, sont composées-palmées, à huit folioles entières. 
Les fleurs, plus ou moins grandes selon les espèces (de 3 à 12 cm de diamètre), sont généralement blanches ou blanc-rosé.  Elles ont cinq faisceaux d'étamines soudées en tube à leur base.
Les fruits sont des capsules déhiscentes de forme ellipsoïde pouvant atteindre 20 cm de long, s'ouvrant en cinq valves contenant de nombreuses graines sombres au milieu d'un abondant duvet, formé de fibres appelées kapok. Ces fibres de 2 à 3 cm de long sont recouvertes d'une substance cireuse qui les rend hydrofuges. Les graines contiennent 25 % d'huile, qui est utilisée comme huile de lampe.

## Liste d'espèces
- Ceiba acuminata,(S. Watson) Rose
- Ceiba aesculifolia (Kunth) Britten & Baker
- Ceiba allenii Woodson
- Ceiba boliviana Britten & Baker
- Ceiba chodatii (Hassl.) Ravenna
- Ceiba crispiflora (Kunth) Ravenna
- Ceiba erianthos (Cav.) Schum.
- Ceiba glaziovii (Kuntze) Schum.
- Ceiba insignis (Kunth) P.E.Gibbs & Semir
- Ceiba jasminodora (A.St.-Hil.) Schum.
- Ceiba lupuna P.E.Gibbs & Semir
- Ceiba pentandra (L.) Gaertn. - le kapokier, fromager, ouatier ou encore bois coton
- Ceiba pubiflora (A.St.-Hil.) Schum.
- Ceiba rosea (Seem.) Schum.
- Ceiba salmonea (Ulbr.) Bakh.
- Ceiba samauma (Mart. & Zucc.) Schum.
- Ceiba schottii Britten & Baker
- Ceiba speciosa (A.St.-Hil.) Ravenna

## Protection
Ceiba rosea est en danger et est par conséquent une espèce protégée.

## Caractéristiques du bois
- mécaniques et physiques[1]
  - densité : 0.32
  - aubier non distinct
  - capacité de compression : 22 mPa
  - capacité de flexion : 36 mPa

- esthétiques 

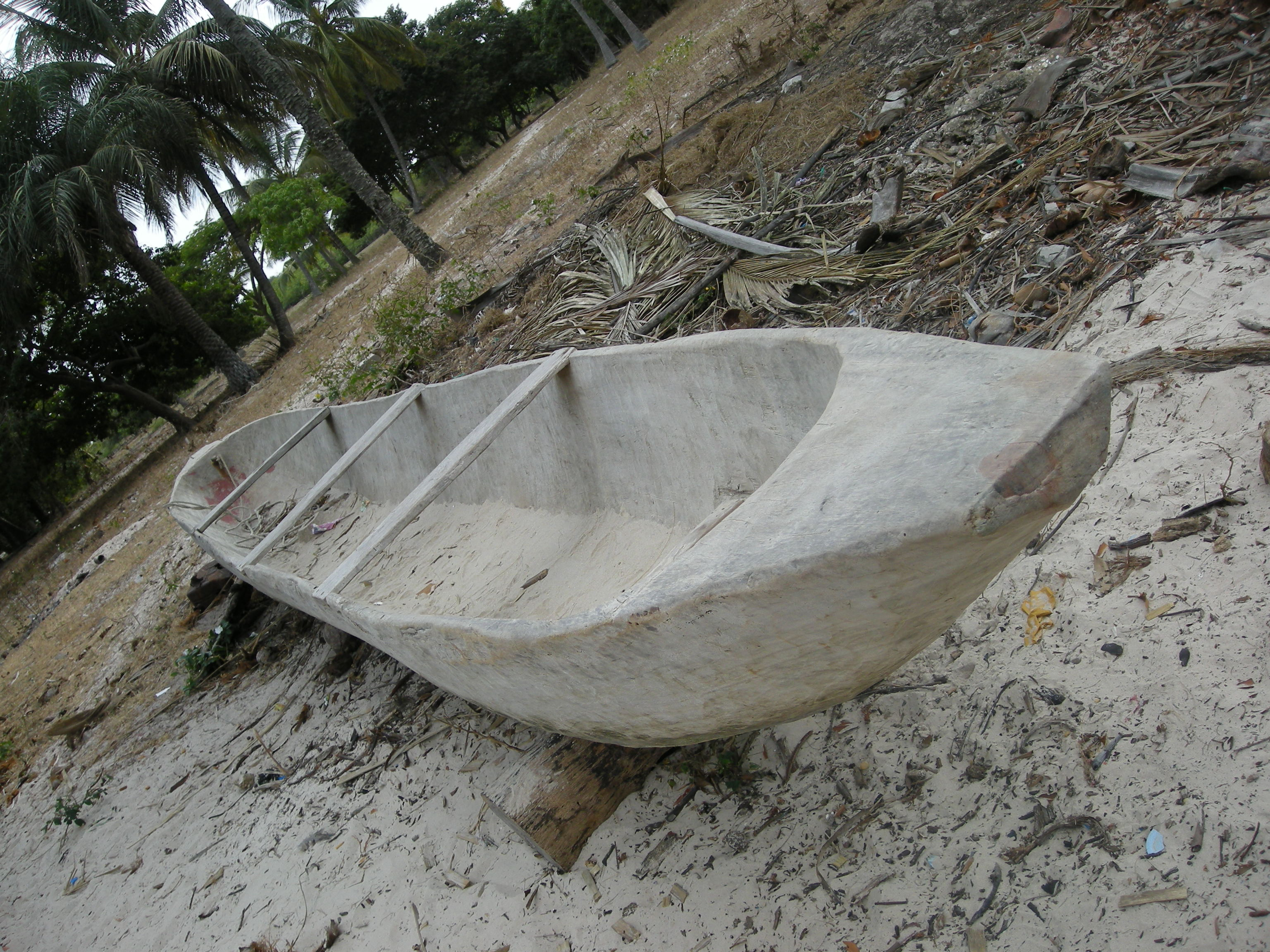
Pirogue en bois de fromager, sur l'île de Karabane au Sénégal.

  - couleur : blanc crème veiné de grisâtre
  - fil : contrefil léger
  - grain : grossier